# Tonoplasto
El tonoplasto es la membrana que delimita la vacuola central en las células vegetales. Es selectivamente permeable y permite incorporar ciertos iones al interior de la vacuola. Es responsable de la turgencia celular y permite a las células de las plantas incorporar y almacenar agua con muy poco gasto de energía. Debido a su permeabilidad selectiva, también juega un papel particularmente importante en los procesos osmóticos de la célula vegetal. Este es el caso, por ejemplo, de la absorción de agua por la célula o de la plasmólisis. La presión de turgencia también se puede explicar usando esta propiedad.

## Composición
La membrana contiene agua, azúcares, proteínas, compuestos fenólicos, pigmentos como betalaínas, antocianinas y cristales de oxalato de calcio. Muchas de las sustancias se disuelven, constituyendo el jugo celular, cuyo pH es generalmente ácido, por la actividad de una bomba de protones.